# 麻村
麻村（あさむら）は、かつて香川県にあった村。

## 沿革
- 1890年（明治23年）2月15日 - 町村制施行により三野郡上麻村、下麻村が合併し、麻村が発足。
- 1899年（明治32年）3月16日 - 郡の統合により三豊郡に所属。
- 1955年（昭和30年）3月31日 - 三豊郡上高瀬村、勝間村、比地二村、二ノ宮村と合併し高瀬町を新設して消滅。